# 林庚申
林庚申，中華民國（台灣）醫師、政治人物，曾任兩屆縣議員，後代表中國國民黨在台灣省第三選區（中中彰投）當選為第一屆第三、四、五次增額立法委員。